# 文頴怡
文頴怡，BBS，JP，廣東寶安人，香港執業律師，現任香港廣西社團總會會長，香港島各界聯合會常務副理事長，東華三院庚子年主席。
她是第十四屆港區全國人大代表，亦是政協第十三屆廣西壯族自治區委員會常委，中華海外聯誼會理事，香港義工基金常務副主席，香港各界扶貧促進會常務副會長，香港各界文化促進會常務副主席。